# Mockrehna
Mockrehna – miejscowość i gmina w Niemczech, w kraju związkowym Saksonia, w okręgu administracyjnym Lipsk, w powiecie Nordsachsen.